# Диљау
Диљау Петурсдоутир (исл. Diljá Pétursdóttir; Коупавогир, 15. децембар 2001), углавном позната као Диљау, исландска је певачица. Она ће представљати Исланд на Песми Евровизије 2023. са песмом Power.

## Каријера
Диљау је стекла популарност учествујући у такмичењу Исланд има таленат 2015. године. Године 2020. преселила се у Копенхаген, где је студирала физиотерапију и узимала часове певања.
У јануару 2023, Диљау је најављена као једна од 10 учесника на годишњем „Söngvakeppnin”-у, такмичењу који се користи за одабир представника Исланда на Песми Евровизије. Она је 18. фебруара представила свој необјављени сингл Lifandi inni mér током првог полуфинала и квалификовала се за финале. У финалу 4. марта представила је енглеску верзију своје песме за Евровизију, Power. Победила је на такмичењу, победивши Langi Seli og Skuggarnir у суперфиналу, чиме је постала представница Исланда на Песми Евровизије 2023. у Ливерпулу, у Уједињеном Краљевству. Песма Lifandi inni mér је достигла 6. позицију на исландској топ-листи, док је Power достигла врх листе.

## Дискографија

### Синглови
- 2023 — Lifandi inni mér / Power